# FC Vestsjælland

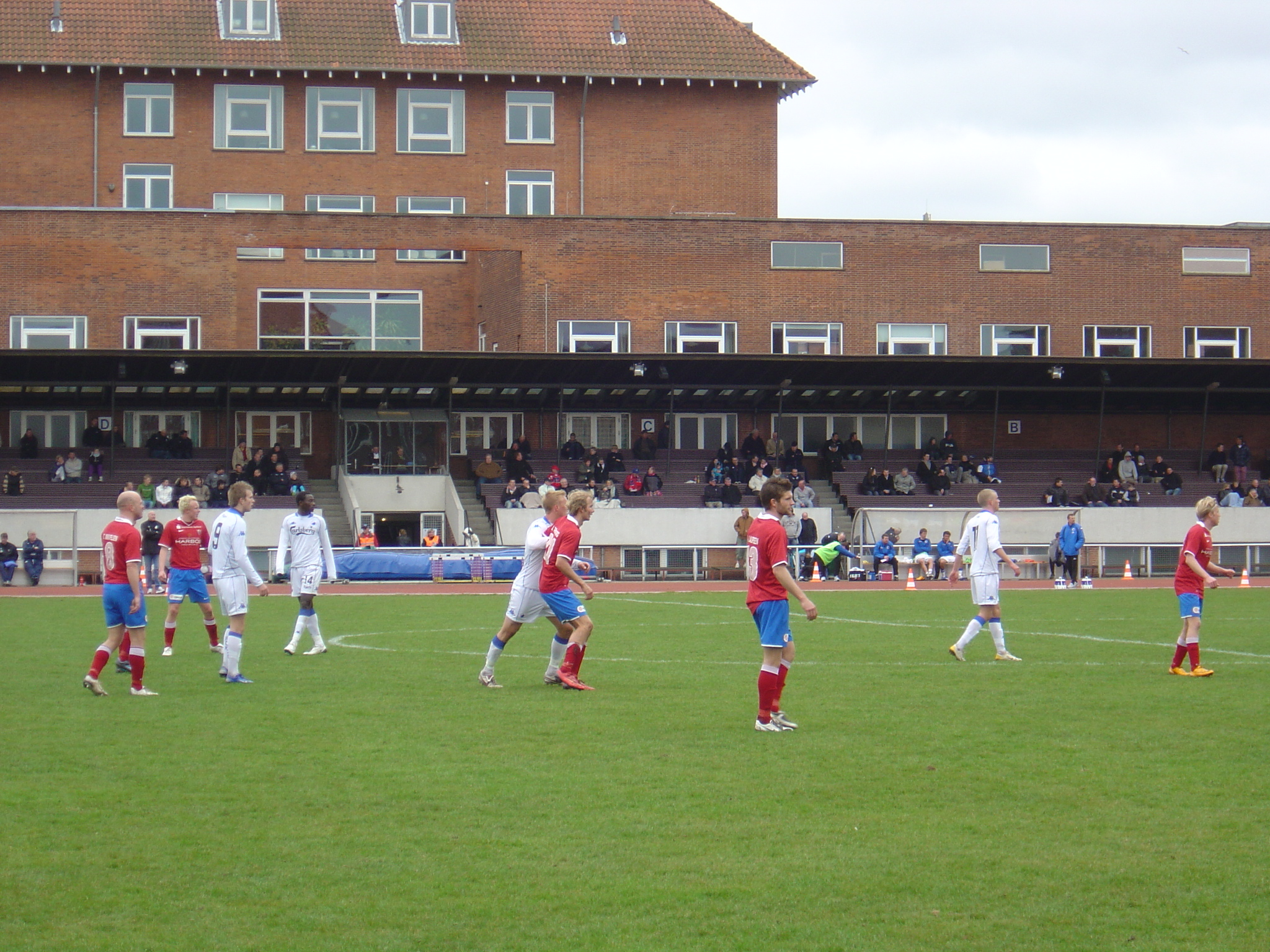
FC Vestsjælland mot FC Köpenhamns reservlag i april 2009.

FC Vestsjælland eller FCV Vikings var en professionell fotbollsklubb i Slagelse i Danmark, som spelade sina hemmamatcher på Slagelse Stadion. Klubben bildades den 1 juli 2008 som en utbrytning ur Slagelse B&I, och tog 2013 steget upp i Superligaen.